# Aigleville
Ne doit pas être confondu avec Aigleville (Alabama).
Aigleville est une commune française située dans le département de l'Eure, en région Normandie.

## Géographie

### Localisation
Aigleville est une commune de l'est du département de l'Eure appartenant au plateau de Madrie. Cette région naturelle se caractérise par un paysage horizontal couvert de champs de blé, de colza ou d'orge mais dont les limites est-ouest, très rapprochées, offrent systématiquement des lisières boisées et forestières. Ainsi, la commune d'Aigleville, située sur les hauteurs est de la vallée de l'Eure, présente un paysage essentiellement composé de champs et très ouvert des côtés est et ouest. Toutefois, ce paysage se trouve cloisonné au nord et au sud par la proximité des forêts de Pacy et d'Hécourt.
À vol d'oiseau, la commune est à 3 km à l'est de Pacy-sur-Eure, à 10 km au sud-ouest de Vernon, à 19,5 km à l'est d'Évreux et à 53,5 km au sud-est de Rouen.
| Pacy-sur-Eure | Pacy-sur-Eure, Chaignes | Chaignes |
| Pacy-sur-Eure | Aigleville              | Chaignes |
| Hécourt       | Hécourt                 | Chaignes |

### Géologie et relief
La superficie de la commune est de 3,24 km2. Son altitude varie de 75  à   137 mètres.

### Voies de communication
La commune d'Aigleville est traversée :
- par la RN 13 qui relie, à l'ouest, Pacy-sur-Eure puis Évreux et l'est, l'A13 ;
- par la RD 70 qui rejoint, à l'est, la RD 52 laquelle permet de rejoindre Vernon.

### Hydrographie
La commune est située dans le bassin Seine-Normandie. Elle est drainée par le fossé 01 du Chemin de Villegats et le fossé 02 de la Pièce des Noyers,.

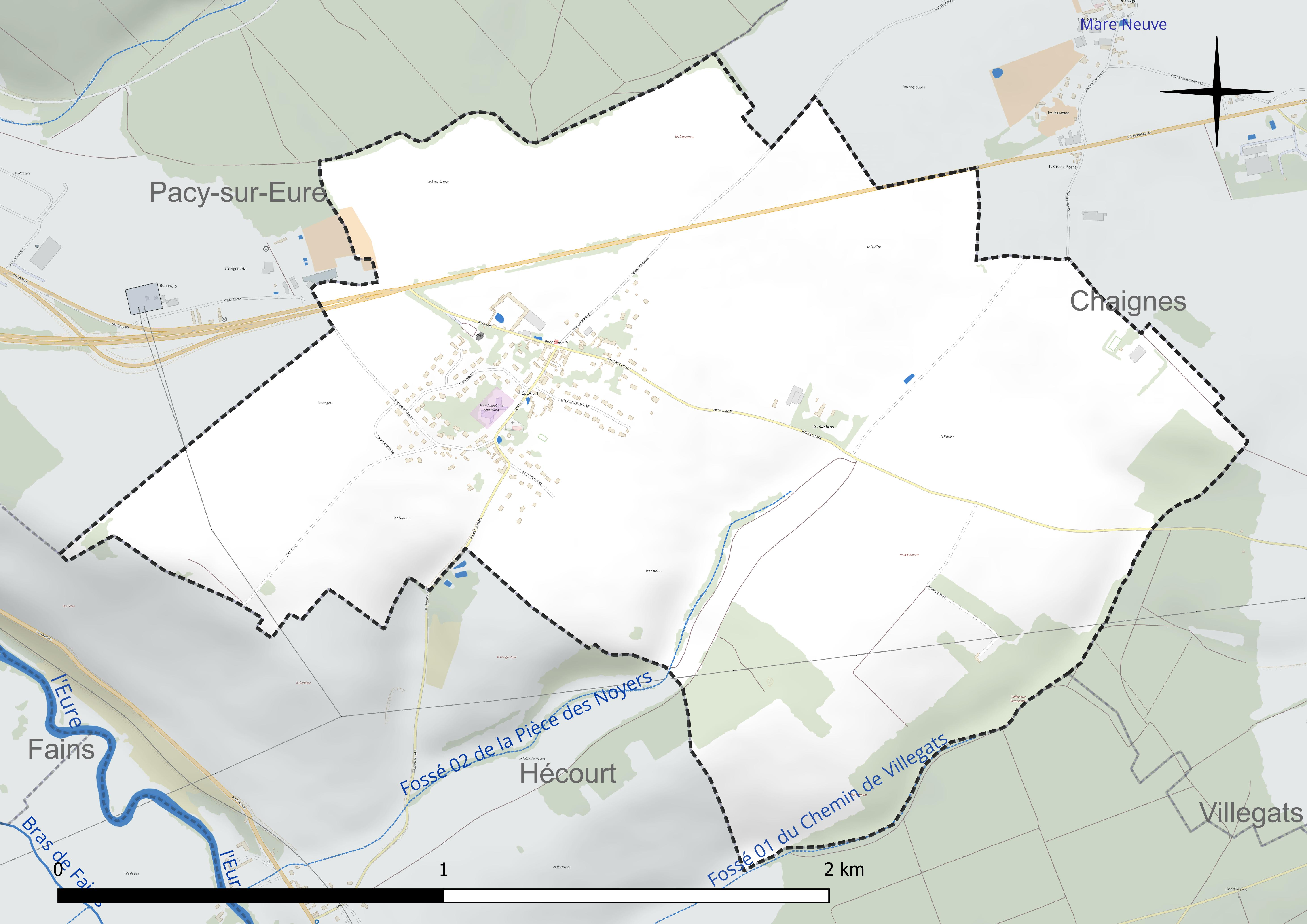
Réseau hydrographique d'Aigleville.

### Climat
Pour des articles plus généraux, voir Climat de la Normandie et Climat de l'Eure.
En 2010, le climat de la commune est de type climat océanique dégradé des plaines du Centre et du Nord, selon une étude du CNRS s'appuyant sur une série de données couvrant la période 1971-2000. En 2020, Météo-France publie une typologie des climats de la France métropolitaine dans laquelle la commune est exposée à un climat océanique et est dans la région climatique Sud-ouest du bassin Parisien, caractérisée par une faible pluviométrie, notamment au printemps (120 à 150 mm) et un hiver froid (3,5 °C). Parallèlement le GIEC normand, un groupe régional d’experts sur le climat, différencie quant à lui, dans une étude de 2020, trois grands types de climats pour la région Normandie, nuancés à une échelle plus fine par les facteurs géographiques locaux. La commune est, selon ce zonage, exposée à un « climat des plateaux abrités », correspondant aux plaines agricoles de l’Eure, avec une pluviométrie beaucoup plus faible que dans la plaine de Caen en raison du double effet d’abri provoqué par les collines du Bocage normand et par celles qui s’étendent sur un axe du Pays d'Auge au Perche.
Pour la période 1971-2000, la température annuelle moyenne est de 10,7 °C, avec  une amplitude thermique annuelle de 14,7 °C. Le cumul annuel moyen de précipitations est de 658 mm, avec 11,1 jours de précipitations en janvier et 8,1 jours en juillet. Pour la période 1991-2020, la température moyenne annuelle observée sur la station météorologique la plus proche, située sur la commune de Huest à 16 km à vol d'oiseau, est de 11,2 °C et le cumul annuel moyen de précipitations est de 600,6 mm,. Pour l'avenir, les paramètres climatiques de la commune estimés pour 2050 selon différents scénarios d’émission de gaz à effet de serre sont consultables sur un site dédié publié par Météo-France en novembre 2022.

## Urbanisme

### Typologie
Au 1er janvier 2024, Aigleville est catégorisée commune rurale à habitat dispersé, selon la nouvelle grille communale de densité à 7 niveaux définie par l'Insee en 2022.
Elle est située hors unité urbaine. Par ailleurs la commune fait partie de l'aire d'attraction de Paris, dont elle est une commune de la couronne,.

### Occupation des sols
L'occupation des sols de la commune, telle qu'elle ressort de la base de données européenne d’occupation biophysique des sols Corine Land Cover (CLC), est marquée par l'importance des territoires agricoles (82,7 % en 2018), en diminution par rapport à 1990 (91,7 %). La répartition détaillée en 2018 est la suivante : 
terres arables (82,7 %), zones urbanisées (8,4 %), forêts (8 %), zones industrielles ou commerciales et réseaux de communication (0,9 %). L'évolution de l’occupation des sols de la commune et de ses infrastructures peut être observée sur les différentes représentations cartographiques du territoire : la carte de Cassini (XVIIIe siècle), la carte d'état-major (1820-1866) et les cartes ou photos aériennes de l'IGN pour la période actuelle (1950 à aujourd'hui).

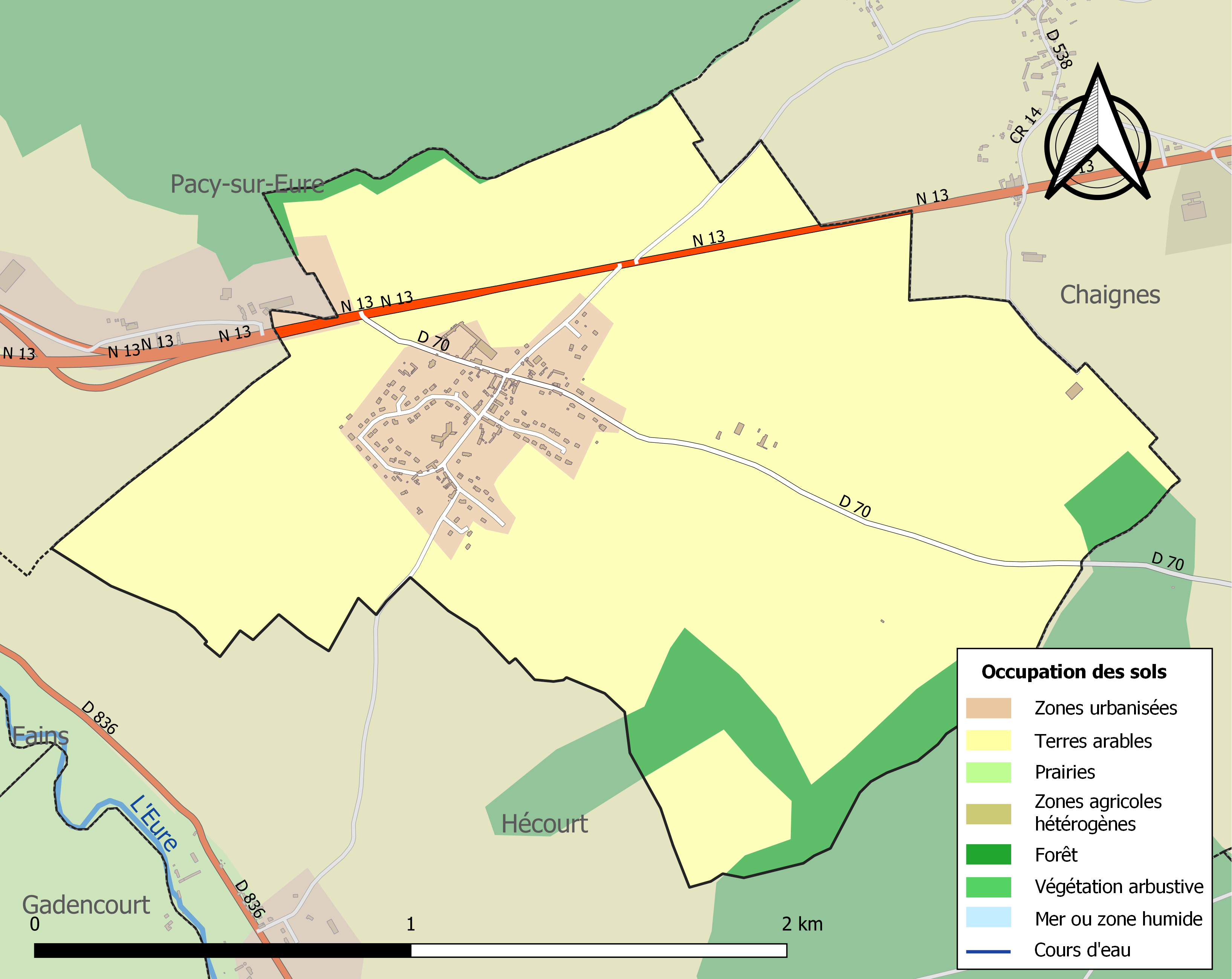
Carte des infrastructures et de l'occupation des sols de la commune en 2018 (CLC).

## Toponymie
Le nom de la localité est attesté sous les formes Aguivilla et Aquilevilla en 1120 dans une charte d'Aubin, évêque d'Évreux, Beata Maria de Aquavilla en 1215 (Cartulaire de Saint-Évroult), Aquilevilla en 1232, Egleville en 1477 (Cartulaire de Saint-Évroult).

## Politique et administration
| Période                                  | Période  | Identité       | Étiquette | Qualité       |
| ---------------------------------------- | -------- | -------------- | --------- | ------------- |
| 2001                                     | 2014     | Michel Ménard  | DVG       |               |
| 2014                                     | En cours | Patrick Ménard | SE        | Fonctionnaire |
| Les données manquantes sont à compléter. |          |                |           |               |

## Démographie
L'évolution du nombre d'habitants est connue à travers les recensements de la population effectués dans la commune depuis 1793. Pour les communes de moins de 10 000 habitants, une enquête de recensement portant sur toute la population est réalisée tous les cinq ans, les populations de référence des années intermédiaires étant quant à elles estimées par interpolation ou extrapolation. Pour la commune, le premier recensement exhaustif entrant dans le cadre du nouveau dispositif a été réalisé en 2006.

En 2022, la commune comptait 411 habitants, en évolution de +1,73 % par rapport à 2016 (Eure : −0,25 %, France hors Mayotte : +2,11 %).
| 1793 | 1800 | 1806 | 1821 | 1831 | 1836 | 1841 | 1846 | 1851 |
| ---- | ---- | ---- | ---- | ---- | ---- | ---- | ---- | ---- |
| 112  | 123  | 112  | 145  | 130  | 117  | 143  | 129  | 133  |

| 1856 | 1861 | 1866 | 1872 | 1876 | 1881 | 1886 | 1891 | 1896 |
| ---- | ---- | ---- | ---- | ---- | ---- | ---- | ---- | ---- |
| 124  | 132  | 125  | 113  | 109  | 111  | 117  | 109  | 120  |

| 1901 | 1906 | 1911 | 1921 | 1926 | 1931 | 1936 | 1946 | 1954 |
| ---- | ---- | ---- | ---- | ---- | ---- | ---- | ---- | ---- |
| 107  | 88   | 94   | 74   | 89   | 75   | 79   | 74   | 97   |

| 1962 | 1968 | 1975 | 1982 | 1990 | 1999 | 2006 | 2011 | 2016 |
| ---- | ---- | ---- | ---- | ---- | ---- | ---- | ---- | ---- |
| 56   | 74   | 92   | 75   | 104  | 248  | 314  | 345  | 404  |

| 2021 | 2022 | - | - | - | - | - | - | - |
| ---- | ---- | - | - | - | - | - | - | - |
| 416  | 411  | - | - | - | - | - | - | - |

## Culture locale et patrimoine

### Lieux et monuments
- Église Notre-Dame ou Saint-Léger dans laquelle se trouve une sculpture en pierre de tête de Vierge à l'enfant, objet classé monument historique[24]